# Odelo
Die Odelo GmbH (Eigenschreibweise: odelo GmbH) ist ein deutscher Automobilzulieferer mit Hauptsitz in Stuttgart. Odelo gehört zur odelo Otomotiv Aydinlatma A.S. und ist damit Teil der türkischen Bayraktarlar-Gruppe mit Sitz in Bursa.
Die Front-, Heck-, Tagfahr- und Zusatzleuchten des Unternehmens werden an eine Vielzahl von Automobilherstellern geliefert, darunter Volumenhersteller wie Volkswagen und Ford, Premiumhersteller wie Mercedes-Benz und Porsche und Nutzfahrzeughersteller wie MAN.
Der Ursprung von Odelo liegt im Unternehmen Schefenacker, das Alfred Schefenacker 1935 in Esslingen gründete. Es fertigte zunächst Innenbeleuchtungen für Fahrzeuge. Ab 1938 wurden erstmals Heckleuchten produziert. Nach dem Krieg wurde das Produktprogramm auf weitere Zulieferteile für die Automobilindustrie ausgedehnt, sodass 1950 neben Rück- und Innenleuchten auch Außen- und Innenspiegel, Zigarettenanzünder, Aschenbecher und Zierleisten vertrieben wurden. Im Jahr 2007 teilte sich die Schefenacker-Gruppe in ein Unternehmen mit Spezialisierung auf Fahrzeugspiegel (Visiocorp) und eines für Fahrzeugleuchten (Odelo) auf. 2011 wurde Odelo vollständig von der türkischen Bayraktarlar-Gruppe übernommen, die 1935 von Mehmet Bayraktar in Istanbul gegründet worden war und noch heute durch die Gründerfamilie kontrolliert wird.
Odelo unterhält Produktionsstandorte in Deutschland, der Türkei, Slowenien, Bulgarien und China.